# ثلاجية
ثُلاجِيّة حريرية (الاسم العلمي، Leucosidea sericea)، والمعروف باسم الخشب العتيق، هي شجرة دائمة الخضرة أو شجيرة كبيرة تنمو في المناطق المرتفعة في جنوب أفريقيا. وهو النوع الوحيد في جنس الثُلاجية Leucosidea أحادي الطراز. قد يعكس اسم الخشب العتيق حقيقة أن الخشب يحترق ببطء، كما لو كان قديمًا ومتعفنًا؛ تعزز الجذوع الملتوية هذا الانطباع.